# Darko Dražić
Darko Dražić (Novi Travnik, 17 gennaio 1963) è un allenatore di calcio ed ex calciatore croato, di ruolo difensore.

## Carriera

### Allenatore
Il 28 ottobre 2022 succede da Marin Oršulić la panchina del Croatia Zmijavci militante in 1.NL. Dopo soli 11 giorni e con due sconfitte ottenute in campionato viene sollevato dall'incarico.
Nel luglio 2023 succede a Vedran Madžar la guida del GOŠK Dubrovnik, incarico che lascia dopo sole tre giornate (tre sconfitte) in seguito alla disfatta per mano del Neretvanac Opuzen (0-4).

## Statistiche

### Cronologia presenze e reti in nazionale
| Cronologia completa delle presenze e delle reti in nazionale ― Croazia | Cronologia completa delle presenze e delle reti in nazionale ― Croazia | Cronologia completa delle presenze e delle reti in nazionale ― Croazia | Cronologia completa delle presenze e delle reti in nazionale ― Croazia | Cronologia completa delle presenze e delle reti in nazionale ― Croazia | Cronologia completa delle presenze e delle reti in nazionale ― Croazia | Cronologia completa delle presenze e delle reti in nazionale ― Croazia | Cronologia completa delle presenze e delle reti in nazionale ― Croazia |
| Data                                                                   | Città                                                                  | In casa                                                                | Risultato                                                              | Ospiti                                                                 | Competizione                                                           | Reti                                                                   | Note                                                                   |
| ---------------------------------------------------------------------- | ---------------------------------------------------------------------- | ---------------------------------------------------------------------- | ---------------------------------------------------------------------- | ---------------------------------------------------------------------- | ---------------------------------------------------------------------- | ---------------------------------------------------------------------- | ---------------------------------------------------------------------- |
| 17-10-1990                                                             | Zagabria                                                               | Croazia                                                                | 2 – 1                                                                  | Stati Uniti                                                            | Amichevole                                                             | -                                                                      |                                                                        |
| 19-6-1991                                                              | Murska Sobota                                                          | Slovenia                                                               | 0 – 1                                                                  | Croazia                                                                | Amichevole                                                             | -                                                                      |                                                                        |
| Totale                                                                 |                                                                        | Presenze                                                               | 2                                                                      |                                                                        | Reti                                                                   | 0                                                                      |                                                                        |

## Palmarès

### Giocatore
- Coppa di Jugoslavia: 3

Hajduk Spalato: 1983-1984, 1986-1987, 1990-1991